# Lübecker Stadtmilitär

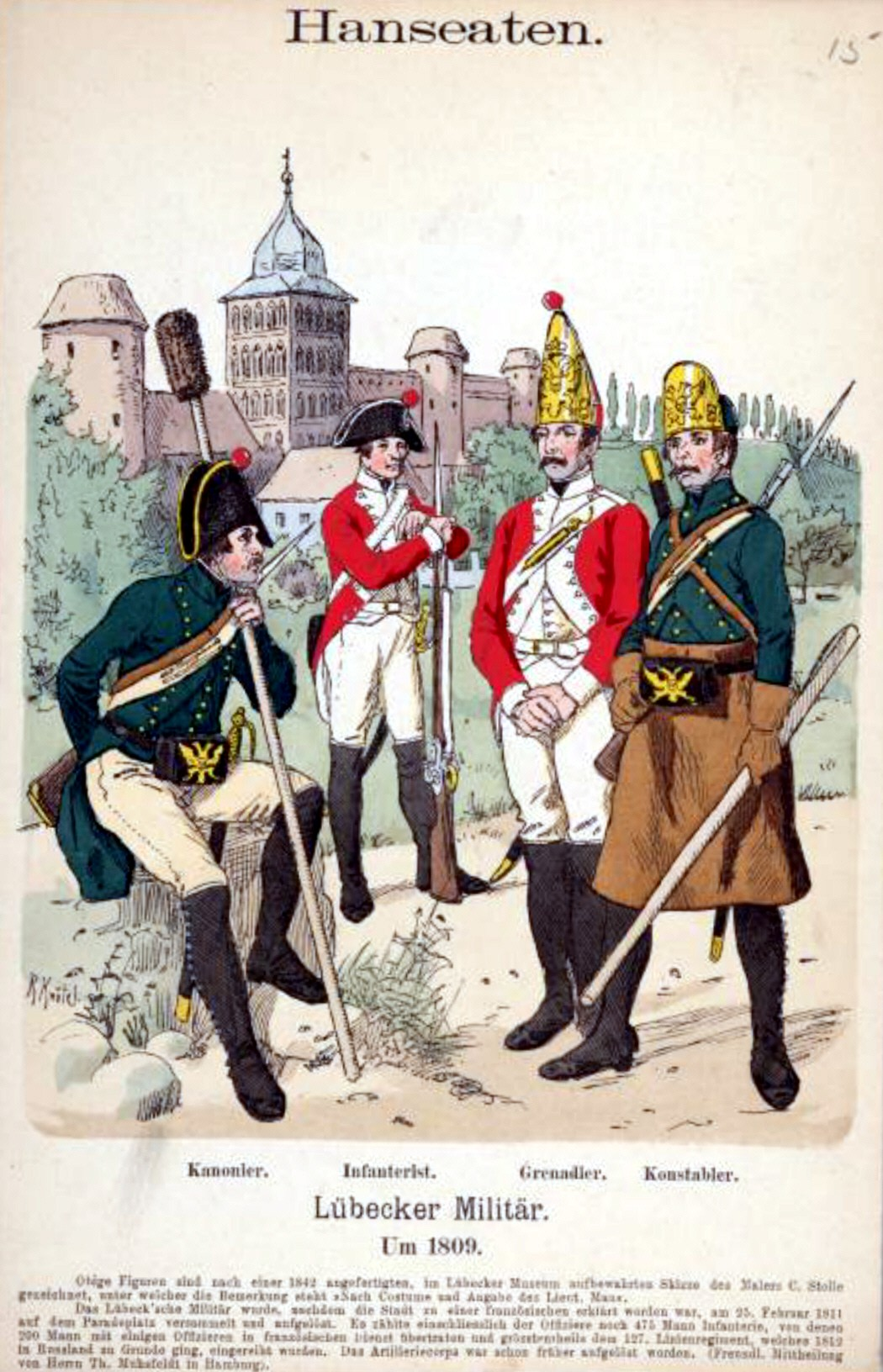
Uniformen des Lübecker Stadtmilitärs 1809

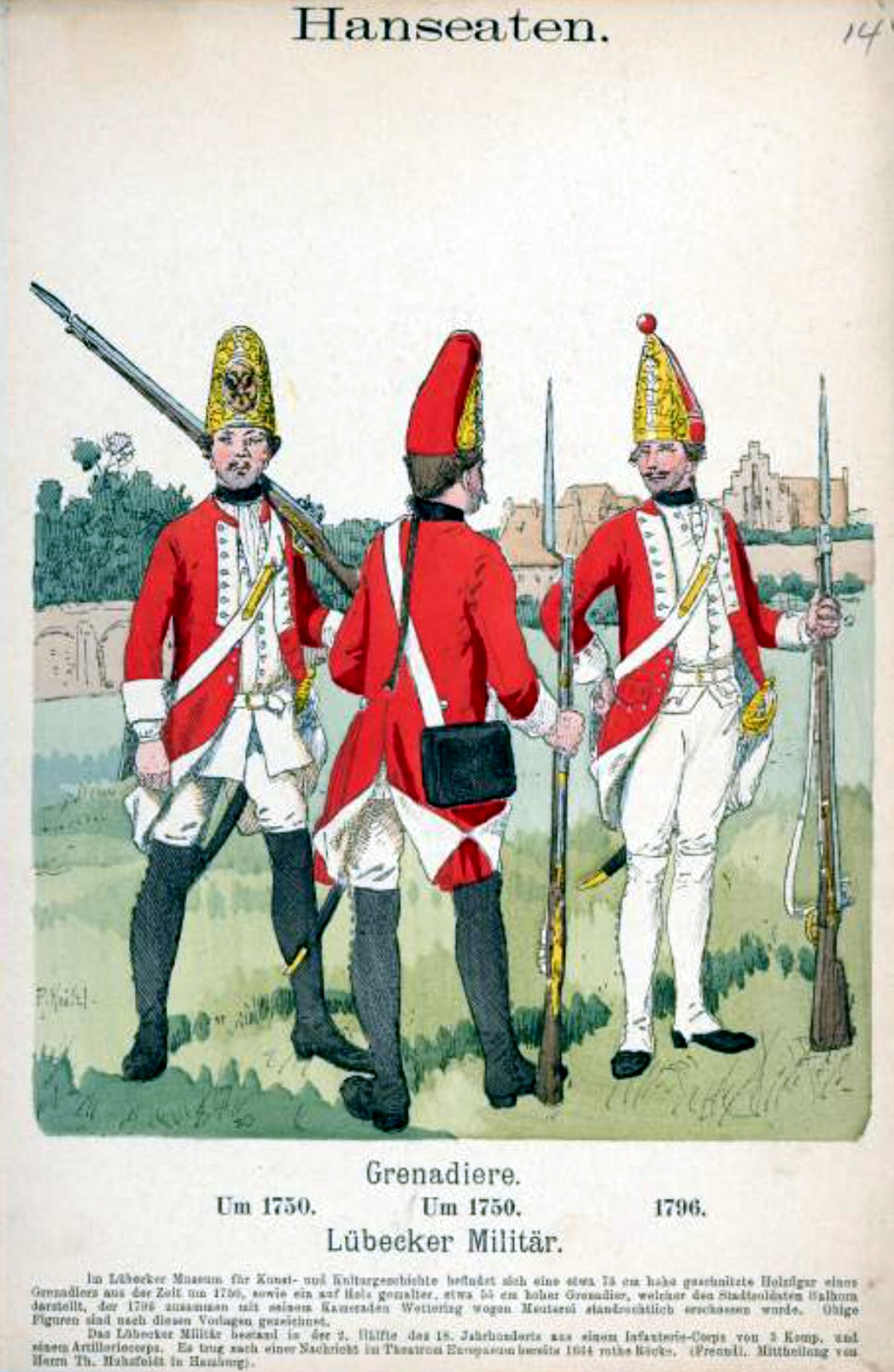
Lübecker Grenadiere 1750 und 1796

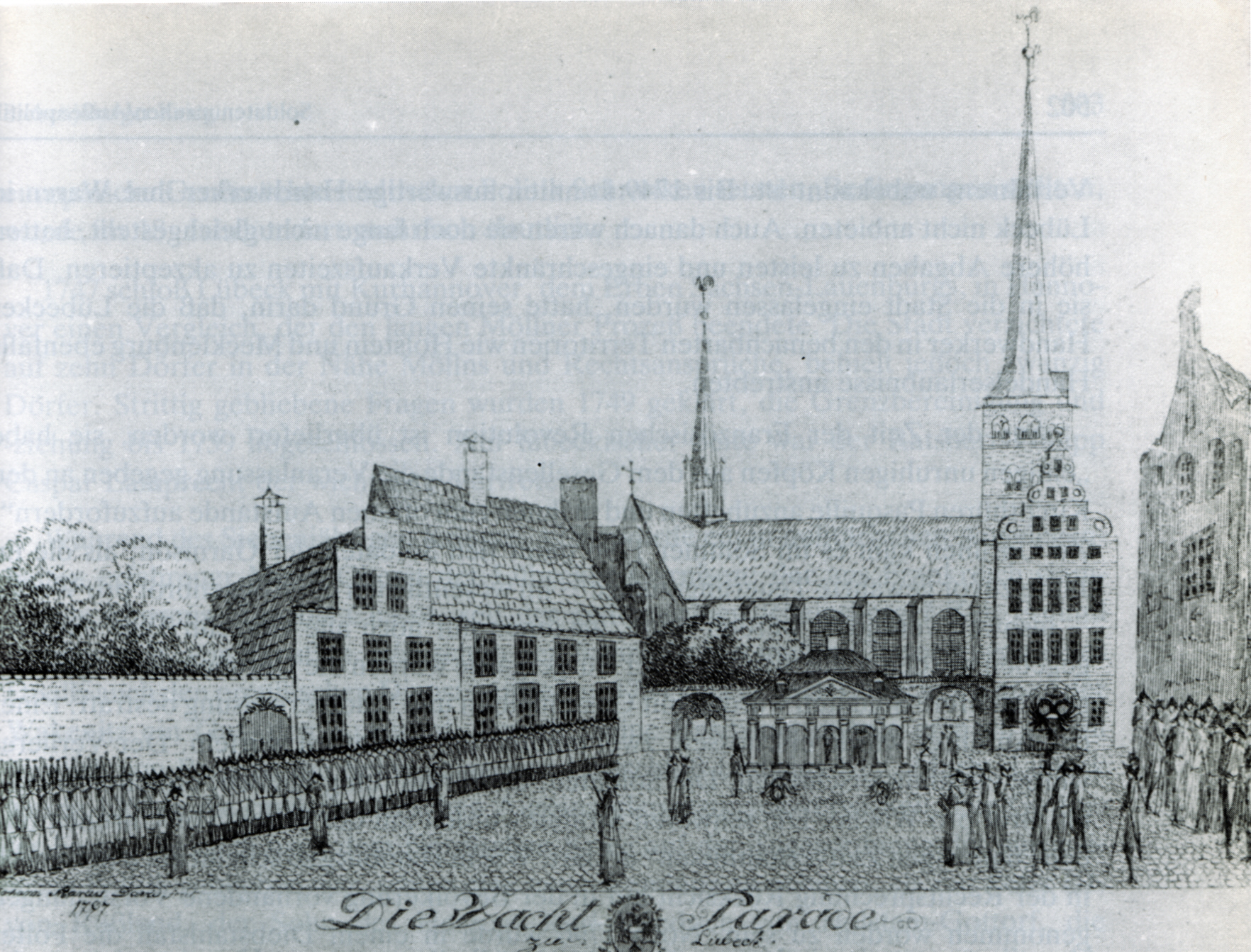
Wachtparade des Lübecker Stadtmilitärs vor Dom und Zeughaus im Jahre 1797. Zeichnung von Johann Marcus David

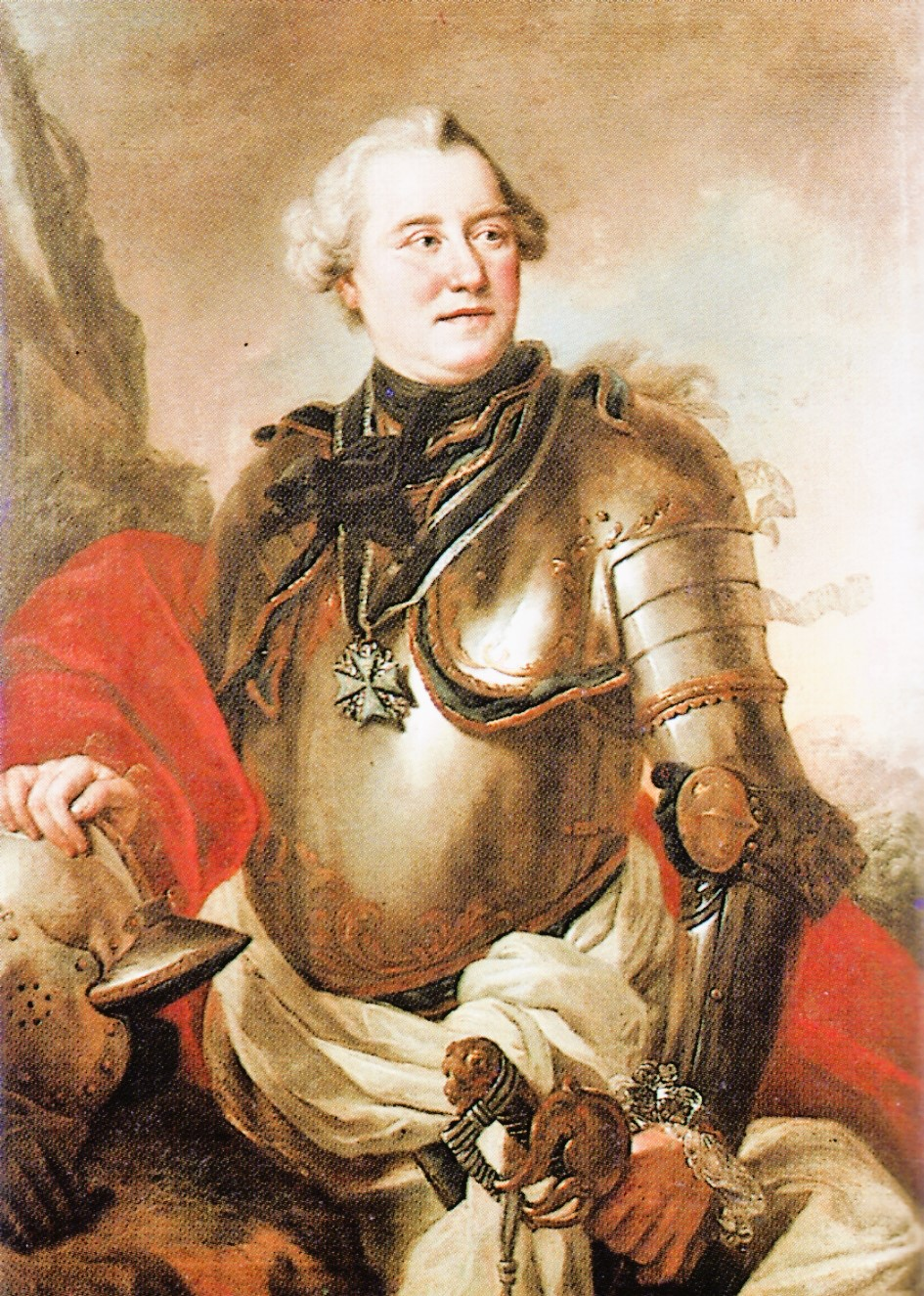
Lübecks bekanntester Stadtkommandant Chasot

Das Lübecker Stadtmilitär war vom späten 17. Jahrhundert bis zum 23. Februar 1811 das stehende Heer Lübecks.

## Geschichte
Während des Mittelalters und bis zum Beginn des Dreißigjährigen Kriegs unterhielt die Stadt Lübeck keine ständige Truppe von Berufssoldaten. Söldner wurden nur bei Bedarf und für relativ kurze Zeiträume in Dienst genommen. Anfallende militärische Routineaufgaben wie die Bewachung der Stadttore oder die Sicherung der öffentlichen Ordnung wurden von städtischen Bediensteten oder bewaffneten Bürgeraufgeboten wahrgenommen. Mit dem Ausbau der Lübecker Stadtbefestigung im Verlauf des 17. Jahrhunderts wurde jedoch die Einrichtung professioneller militärischer Verbände nötig. Der genaue Beginn der Existenz des Lübecker Stadtmilitärs lässt sich nicht festlegen; jedoch spätestens 1691 bestand die Truppe als dauerhafte, ständig besoldete Einheit.
Das Lübecker Stadtmilitär existierte das gesamte 18. Jahrhundert. 1796 musste der Bürgermeister Hermann Georg Bünekau mit Hilfe der Lübecker Bürgerkompanien den Soldatenaufstand des Lübecker Stadtmilitärs beilegen, der durch ausstehende Soldzahlungen ausgelöst worden war. Zwei Anführer des Aufstands wurden standrechtlich erschossen. Das Stadtmilitär wurde auch nach der französischen Okkupation der Stadt im Jahre 1806 nicht aufgelöst, sondern nahm weiterhin Sicherungs- und Ordnungsaufgaben gemeinsam mit der französischen Besatzungsmacht wahr. Erst mit der Eingliederung Lübecks in das französische Kaiserreich am 1. Januar 1811 hörte das Stadtmilitär zu bestehen auf. Die Garnison wurde am 23. Februar offiziell aufgelöst, die Soldaten entlassen und, nach festgestellter Tauglichkeit, zum Teil in die französische Armee oder in die Zolltruppe Garde des Côtes de Lubeck übernommen.
Nach der Befreiung Lübecks von der französischen Besatzung 1813 wurde das Stadtmilitär in seiner alten Form nicht wiederbelebt. An seine Stelle trat das neue Lübecker Militär, das bis zum Abschluss der Militärkonvention mit dem Königreich Preußen am 27. Juni 1867, mit der Lübeck seine Wehrhoheit abtrat, Bestand hatte.

## Zusammensetzung
Das eigentliche Lübecker Stadtmilitär war eine reine Infanterietruppe, die sich bis 1750 aus Musketieren zusammensetzte; vorübergehend hatte es von 1713 bis 1718 eine Kompanie Grenadiere gegeben. Erst 1751 wurde erneut eine Grenadierkompanie aufgestellt, die Grenadiermützen mit Vorderschild aus Messingblech erhielt.
Die Bemannung der Geschütze auf den Befestigungswällen gehörte nicht zu den Aufgaben des Stadtmilitärs, sondern der Artilleristen. Sie waren verwaltungstechnisch und organisatorisch vom Militär getrennt und unterstanden nur im Kriegsfalle dem Oberkommando des Stadtkommandanten, obgleich General von Chasot wiederholt Anstrengungen unternahm, die Artillerie in das Stadtmilitär einzugliedern.
Eine eigene Kavallerieeinheit unterhielt die Stadt Lübeck nicht, sondern nur eine Anzahl berittener Ratsdiener, die jedoch neben Kurier- und Eskortdiensten gelegentlich auch Ordnungsaufgaben wahrzunehmen hatten. Chasots Forderung nach Aufstellung einer zeitgemäßen Dragonereinheit nach Hamburger Muster wurde nicht stattgegeben.

## Stärke
Die Stärke des Lübecker Stadtmilitärs schwankte im Verlaufe seiner Existenz erheblich, je nach Finanzlage sowie außen- und innenpolitischer Situation. Zeitweise standen im frühen 18. Jahrhundert nur knapp 300 Soldaten, verteilt auf drei Kompanien, im Dienst der Stadt. Bis zur Mitte des Jahrhunderts stieg die Mannschaftsstärke, bis sie unter Chasot 1762 den Höchststand von etwa 600 Mann in fünf Kompanien erreichte. Danach folgte eine Reduktion, indem die Stellen von Soldaten, die aus dem Dienst geschieden waren, nicht neu besetzt wurden. 1797 standen nur noch 460 Mann unter Waffen.
Die bewaffnete Truppe wurde ergänzt durch eine Anzahl Militärmusiker, ziviles Verwaltungspersonal und einen Militärchirurgen.
Die personelle Stärke lässt keinerlei Rückschlüsse auf die Kampfkraft des Stadtmilitärs zu, da die Soldaten zum Teil ein hohes Alter aufwiesen und deswegen nur bedingt einsatzfähig waren. Im Jahre 1772 etwa waren 32 Soldaten über 70 Jahre alt.

## Aufgaben
Das Stadtmilitär hatte an den Stadttoren den Warenverkehr zu überwachen, um die Einfuhr verbotener Güter zu unterbinden. Darüber hinaus führten die Soldaten Personenkontrollen durch, mit denen unerwünschte Personen aus der Stadt ferngehalten oder gesuchte Straftäter ergriffen werden sollten.
Zudem nahm das Stadtmilitär polizeiliche Aufgaben wahr, darunter der Schutz der öffentlichen Ordnung, die Strafverfolgung, die Brandbekämpfung, die Kontrolle von Ausländern und die Niederschlagung von Unruhen.
In Travemünde übernahm eine Garnison des Stadtmilitärs die Kontrolle der einlaufenden Schiffe, und in den Lübecker Exklaven wie Bergedorf waren kleinere Kontingente als Ausdruck hoheitlicher Gewalt stationiert.
Die Sicherung der Durchlässe der Lübecker Landwehr und die Durchführung von Kontrollen an den Schlagbäumen oblag ebenfalls dem Stadtmilitär, wie auch die Verfolgung unerwünschter Personen oder flüchtiger Straftäter sowie die Aufrechterhaltung der Ordnung auf dem gesamten Lübecker Territorium.

## Uniformierung
Während des 18. und frühen 19. Jahrhunderts waren die Lübecker Soldaten in Weiß und Rot, den Wappenfarben der Stadt, gekleidet. Sie trugen weiße Beinkleider und rote Röcke mit weißen Aufschlägen und Rabatten. Als Kopfbedeckung trugen die Infanteristen einen schwarzen Dreispitz, die Grenadiere erhielten Grenadiermützen.
Die unabhängig organisierten Artilleristen trugen im Unterschied hierzu grüne Röcke.

## Sonstiges
Obwohl es sich beim Lübecker Stadtmilitär, wie zu jener Zeit üblich, um angeworbene Freiwillige handelte, stammte ein Drittel der Soldaten aus Lübeck selbst; viele besaßen das Lübecker Bürgerrecht.
Eine Unterbringung in Kasernen bestand in Lübeck nicht, eben sowenig eine Einquartierung bei den Bewohnern. Es wurde von den Soldaten erwartet, dass sie eine eigene Wohnung unterhielten. In einigen Fällen waren Soldaten selbst Hausbesitzer. Die Ausrüstung lag im Zeughaus.